# Monadelphia

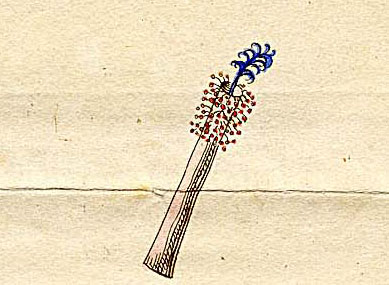
Monadelphia

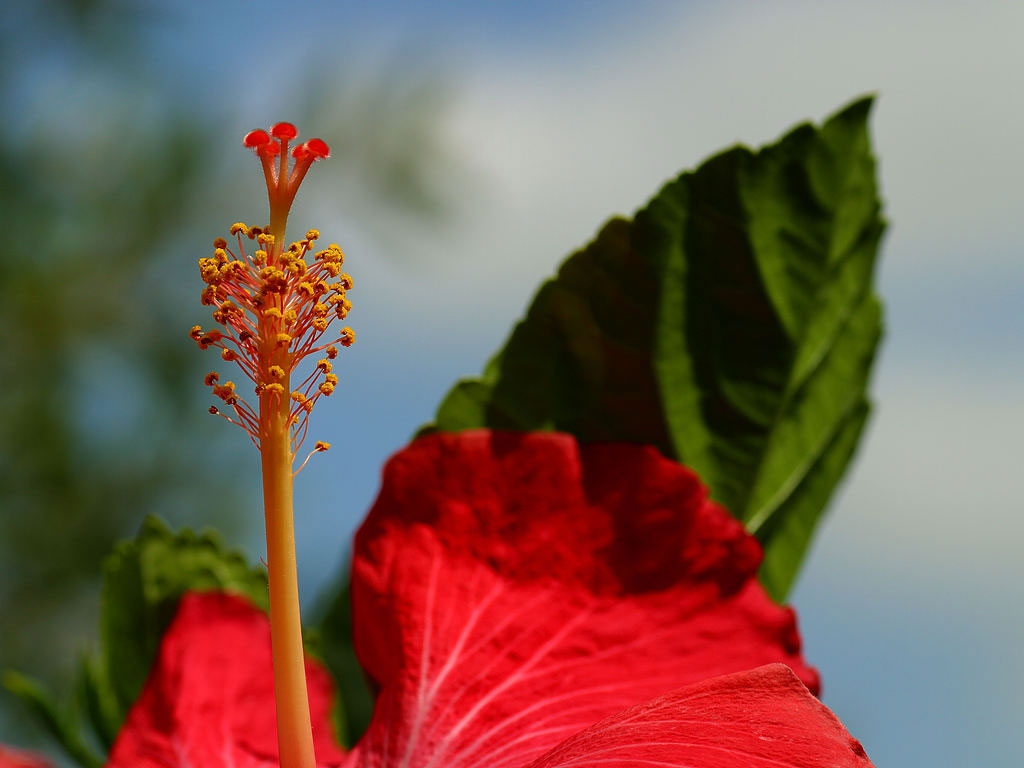
Hibiscus

Em botânica, monadelphia  é uma classe de plantas segundo o sistema de Linné.  Apresentam flores hermafroditas com os estames soldados pelos filetes formando um único feixe.
As ordens e os gêneros que constituem esta classe são:
Ordem 1. Pentandria (com cinco estames)
Gêneros: Waltheria, Hermannia, Melochia
Ordem 2. Decandria (com dez estames)
Gêneros: Connarus, Hugonia, Geranium
Ordem 3. Polyandria (com 20 ou mais estames)
Gêneros: Sida, Napaea, Althaea, Alcea, Malva, Lavatera, Malope, Urena, Gossypium, Hibiscus, Pentapetes, Stewartia, Camellia

## Ordem monadelphia
No mesmo sistema de classificação, monadelphia  é uma ordem das classes  Monoecia e  Dioecia.